# Copa Intercontinental de Futsal 2013
A Copa Intercontinental de Futsal 2013 foi a 14ª edição do troféu e a 8ª edição, desde que a competição foi reconhecida oficialmente pela FIFA. Todos os jogos foram disputados na cidade de Greensboro, na Carolina do Norte, nos Estados Unidos. A competição foi realizada de 27 de junho a 30 de junho de 2013.

## Regulamento
As seis equipes formam dois grupos de três equipes, e a melhores equipes de seus respectivos grupos jogam numa final. Os segundos colocados dos grupos decidem os terceiro e quarto lugar e os terceiros colocados dos grupos jogam pelo quinto e sexto lugar.

## Participantes
| Clube           | Confederação | Classificação                                      | Última participação |
| --------------- | ------------ | -------------------------------------------------- | ------------------- |
| Carlos Barbosa  | CONMEBOL     | Campeão da Copa Intercontinental de Futsal 2012    | 2012                |
| ADC Intelli     | CONMEBOL     | Campeão da Liga Futsal de 2012                     | Estreante           |
| ElPozo Murcia   | UEFA         | Campeão da Supercopa de España de Fútbol Sala 2012 | Estreante           |
| World United FC | CONCACAF     | Campeão do Campeonato Americano de Futsal de 2012  | Estreante           |
| Dínamo Moscovo  | UEFA         | Campeão da Superliga Russa de Futsal 2012          | Estreante           |
| FSC Glucosoral  | CONCACAF     | Representante da CONCACAF                          | Estreante           |

## Sede
No passado, a cidade de Greensboro, Carolina do Norte, Estados Unidos, era conhecida pela indústria têxtil, dos moinhos, fábricas e trabalhadores de colarinho azul. Já nos dias atuais, a cidade passou a ser conhecida como a "Tournament City" (Cidade Torneio) devido a grande quantidade de locais esportivos, dentre eles as quadras, campos, estádios e piscinas.
| Greensboro                                                      |
| Greensboro Coliseum                                             |
| Capacidade: 23 000                                              |
|                                                                 |
| GreensboroCopa Intercontinental de Futsal 2013 (Estados Unidos) |

## Primeira fase
|  | Equipes classificadas à fase final |

Todas as partidas seguem o fuso horário local (Atlântico: UTC-5/-4).

### Grupo A
| Equipe         | P | J | V | E | D | GP | GC | SG  |
| -------------- | - | - | - | - | - | -- | -- | --- |
| Carlos Barbosa | 4 | 2 | 1 | 1 | 0 | 11 | 4  | +7  |
| ElPozo Murcia  | 4 | 2 | 1 | 1 | 0 | 11 | 4  | +7  |
| World United   | 0 | 2 | 0 | 0 | 2 | 4  | 18 | -14 |

| 27 de junho | Carlos Barbosa | 9 – 2 | World United | Greensboro Coliseum, Greensboro |
| 17:30       |                |       |              |                                 |

| 28 de junho | World United | 2 – 9 | ElPozo Murcia | Greensboro Coliseum, Greensboro |
| 17:30       |              |       |               |                                 |

| 29 de junho | ElPozo Murcia | 2 – 2 | Carlos Barbosa | Greensboro Coliseum, Greensboro |
| 16:30       |               |       |                |                                 |

### Grupo B
| Equipe         | P | J | V | E | D | GP | GC | SG  |
| -------------- | - | - | - | - | - | -- | -- | --- |
| Dínamo Moscovo | 6 | 2 | 2 | 0 | 0 | 14 | 4  | +10 |
| ADC Intelli    | 3 | 2 | 1 | 0 | 1 | 10 | 8  | +2  |
| FSC Glucosoral | 0 | 2 | 0 | 0 | 2 | 3  | 15 | -12 |

| 27 de junho | ADC Intelli | 7 – 2 | FSC Glucosoral | Greensboro Coliseum, Greensboro |
| 20:00       |             |       |                |                                 |

| 28 de junho | FSC Glucosoral | 1 – 8 | Dínamo Moscovo | Greensboro Coliseum, Greensboro |
| 20:00       |                |       |                |                                 |

| 29 de junho | Dínamo Moscovo | 6 – 3 | ADC Intelli | Greensboro Coliseum, Greensboro |
| 19:00       |                |       |             |                                 |

## Fase final

### Disputa pelo 5º lugar
| 30 de junho | World United | 4 – 8 | FSC Glucosoral | Greensboro Coliseum, Greensboro |
| 11:30       |              |       |                |                                 |

### Disputa pelo 3º lugar
| 30 de junho | ElPozo Murcia | 2 – 4 | ADC Intelli | Greensboro Coliseum, Greensboro |
| 14:00       |               |       |             |                                 |

### Final
| 30 de junho | Carlos Barbosa | 1 – 5 | Dínamo Moscovo | Greensboro Coliseum, Greensboro |
| 16:30       |                |       |                |                                 |

Carlos Barbosa: Rennan, Rodrigo, Jonathan, Grillo, Flavio, Luzinho

## Premiação
| Vencedor                 |
| Rússia                   |
| ------------------------ |
| Dínamo Moscovo 1º título |